# Institut supérieur de l'informatique et des technologies de la communication de Hammam Sousse
L'Institut supérieur de l'informatique et des technologies de la communication de Hammam Sousse (arabe : المعهد العالي للإعلامية وتقنيات الاتصال بحمام سوسة) ou ISITCOM est la seconde institution tunisienne d'enseignement des télécommunications après l'École supérieure des communications de Tunis. Elle est rattachée à l'université de Sousse.
Situé à Hammam Sousse (gouvernorat de Sousse), l'institut forme des techniciens supérieurs en télécommunications (spécialité radio-mobile) mais aussi des techniciens en informatique (deux spécialités sont disponibles : multimédia et réseaux). L'ISITCOM forme également des ingénieurs en téléinformatique, seul diplôme du genre en Tunisie, qui rassemble les télécommunications à l'informatique.